# Thalictrum atriplex
Thalictrum atriplex là một loài thực vật có hoa trong họ Mao lương. Loài này được Finet & Gagnep. miêu tả khoa học đầu tiên năm 1903.